# Sukari Tanganyika
|  | Denne artikel er oprettet af botten PalnaBot ud fra en ekstern database. Den kan derfor have sproglige fejl eller mangler. Denne skabelon kan fjernes efter kontrol af indholdet. |

Sukari Tanganyika er en virksomhedsfilm instrueret af Cecil Powis efter manuskript af Errol Whittal.

## Handling
Filmen fortæller historien om A.P. Møllers sukkerfabrik og -plantage i Tanganyika - det nuværende Tanzania. Produktionsforhold og -processer på fabrikken, Tanganyika Planting Company, der blev åbnet i 1930 beskrives. Arbejdsforhold på fabrikken og i sukkermarkerne samt de ansattes arbejds- og fritidsliv skildres.